# Дадашев, Садых Алекперович
Садых Алекперович (Сады́х Алекпе́р оглы) Дада́шев (азерб. Sadıq Ələkbər oğlu Dadaşov; 2 [15] апреля 1905, Баку, Бакинская губерния, Российская империя — 24 декабря 1946, Москва) — советский архитектор и историк архитектуры, азербайджанского происхождения. Заслуженный деятель искусств Азербайджанской ССР (1940). Лауреат Сталинской премии второй степени (1941).

## Биография
Родился 2 (15) апреля 1905 года в Баку. В 1929 году окончил Бакинский политехнический институт (впоследствии его профессор). Автор книг по архитектуре Азербайджана. 

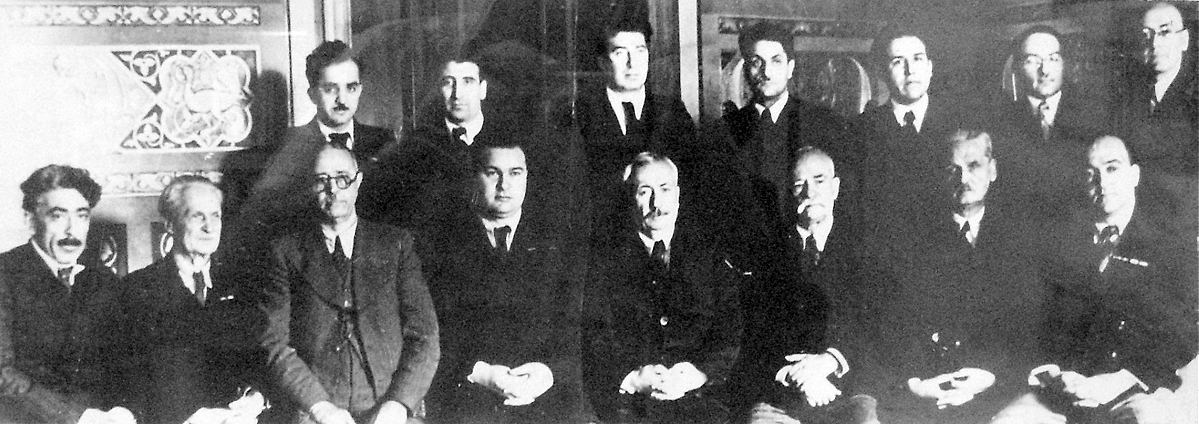
Первые члены Президиума АН АзССР, 1945 г.
Нижний ряд (слева направо, сидят): поэт С. Вургун, учёный-гидравлик И. Г. Есьман, У. Гаджибеков, А. А. Ализаде, президент Академии М. Миркасимов, И. И. Широкогоров, А. А. Гроссгейм, М. А. Топчибашев (учёный, хирург). Стоят: Ю. Мамедалиев, М. А. Ибрагимов, Ш. А. Азизбеков, Г. Н. Гусейнов, Мир-Али Кашкай, С. А. Дадашев, М. А. Усейнов

Действительный член АН Азербайджанской ССР (1945). Работал в содружестве с М. А. Усейновым. Творчески развивал прогрессивные традиции азербайджанского зодчества. Создал много жилых и общественных зданий в Баку и других городах Азербайджана.
Умер в Москве 24 декабря 1946 года.

## Архитектурные проекты
- Здание фабрики-кухни в Баилово, городском районе Баку. Совместно с М. А. Усейновым (1930?)
- Павильон Азербайджанской ССР на ВСХВ в Москве (1939)[3]
- Кинотеатр имени Низами (1934)
- Музей Низами
- Здание ЦК КП Азербайджанской ССР (1938—1941)
- Здание Азербайджанской государственной консерватории (1937—1939)
- Здание Министерства пищевой промышленности Азербайджана (1937—1939)
- Жилой дом учёных
- Жилой дом треста «Бузовнынефть»
- Жилой дом «Азнефтезаводы»

## Награды и премии
- Сталинская премия второй степени (1941) — за архитектурный проект павильона Азербайджанской ССР на ВСХВ (1939)[4]
- Заслуженный деятель искусств Азербайджанской ССР (23.04.1940)
- Орден Ленина
- Орден Трудового Красного Знамени (16.09.1939)[5]

## Память
- Имя С. А. Дадашева носит Научно-исследовательский институт строительных материалов в Баку.
- 8 октября 2022 года принято решение об установке памятника С. А. Дадашеву в Баку[6]